# Бокшицкий сельсовет
Бокшицкий сельсовет — административная единица на территории Слуцкого района Минской области Белоруссии.

## Состав
Бокшицкий сельсовет включает 16 населённых пунктов:
- Бокшицы — деревня.
- Василинки — деревня.
- Городище — деревня.
- Гороховка — деревня.
- Заболоть — деревня.
- Загорье — деревня.
- Заполье — агрогородок.
- Кухты — деревня.
- Малая Падерь — деревня.
- Михейки — деревня.
- Молотково — деревня.
- Новая Нива — деревня.
- Прощицы — деревня.
- Радичево — деревня.
- Уланово — деревня.
- Ушаловичи — деревня.